# Miradouro da Senhora do Monte
Miradouro da Senhora do Monte encontra-se na freguesia de São Vicente (Graça), em Lisboa.
O miradouro desenvolve-se em frente da Capela de Nossa Senhora do Monte. A partir dele pode observar-se, para sul, o mar da Palha, o Castelo de São Jorge, parte da Baixa de Lisboa e o estuário do rio Tejo, para poente, do Bairro Alto até ao Parque Florestal de Monsanto e, para norte, o vale da Avenida Almirante Reis.

## História
Ao lado deste miradouro encontra-se a pequena e antiga Ermida de Nossa Senhora do Monte (classificada como Imóvel de Interesse Público), fundada em 1147 e consagrada a São Gens, bispo que segunda a tradição aqui foi martirizado. Foi neste antigo Monte de São Gens que D. Afonso Henriques instalou o acampamento para a conquista da cidade.
O miradouro fica no adro da pequena ermida e foi duas vezes remodelado no século XX. Por estar situado no ponto mais alto do Bairro da Graça, é um dos locais com melhor vista panorâmica da cidade, especialmente sobre a Mouraria e o Castelo de São Jorge.